# Boot (Jan Kuipers)

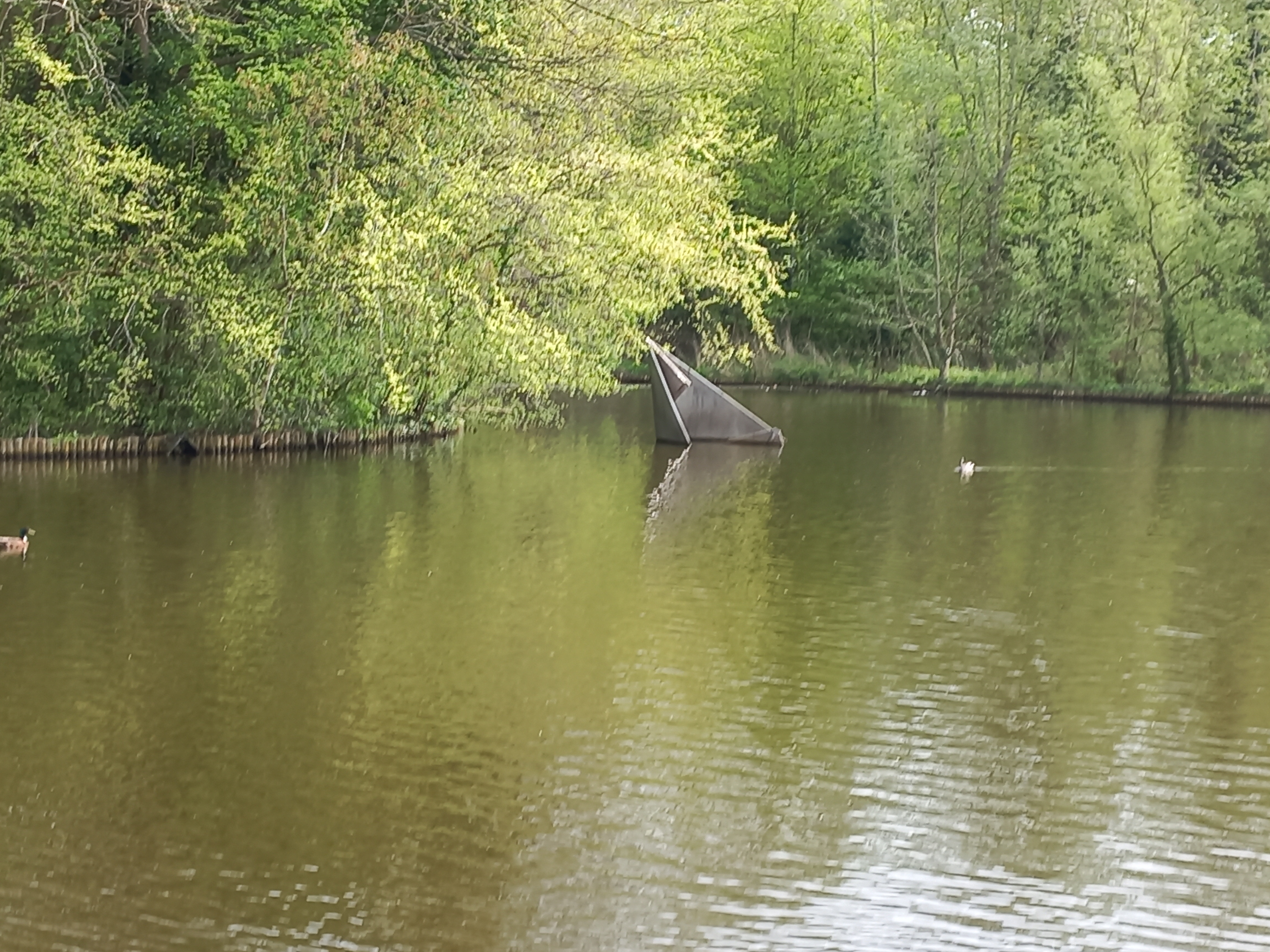
Boot, zinkend schip of papieren bootje (april 2024)

Boot is een artistiek kunstwerk in Amsterdam-Zuidoost.
De Friese kunstenaar Jan Kuipers (1943-2014) kreeg in 1977 het verzoek een beeld te ontwerpen voor het dan net ingerichte en geopende park Bijlmerweide. Meerdere kunstenaars ontwierpen beelden voor dat park. Jan Kuipers kwam met een roestvaststalen bootje naar model van een bootje gevouwen van papier, dat vermoedelijk zonder titel in 1979 geplaatst werd. Deze boot kreeg in de vorm van een zwerfkei een dermate grote ballast mee, dat ze (bedoeld) kapseisde. Die zwerfkei bleek later te zwaar voor het idee, waardoor ze vervangen werd door een drietal gewone keien. Sindsdien bevindt de gekantelde boot zich bij een westtak van het park richting de 's-Gravendijkdreef en is zichtbaar vanaf brug 1132 en brug 1134.
In de praktijk bleek het Scheepswrak een uitstekende landings-, rust- schuilplaats en uitkijkpost voor visetende vogels zoals de aalscholver. Jan Kuipers had iets met wrakken; hij maakte er wel tekeningen over.
Suzanne Willems maakte in 2007 een Gevouwen bootje voor op het land, eveneens in Amsterdam.